# 一升瓶

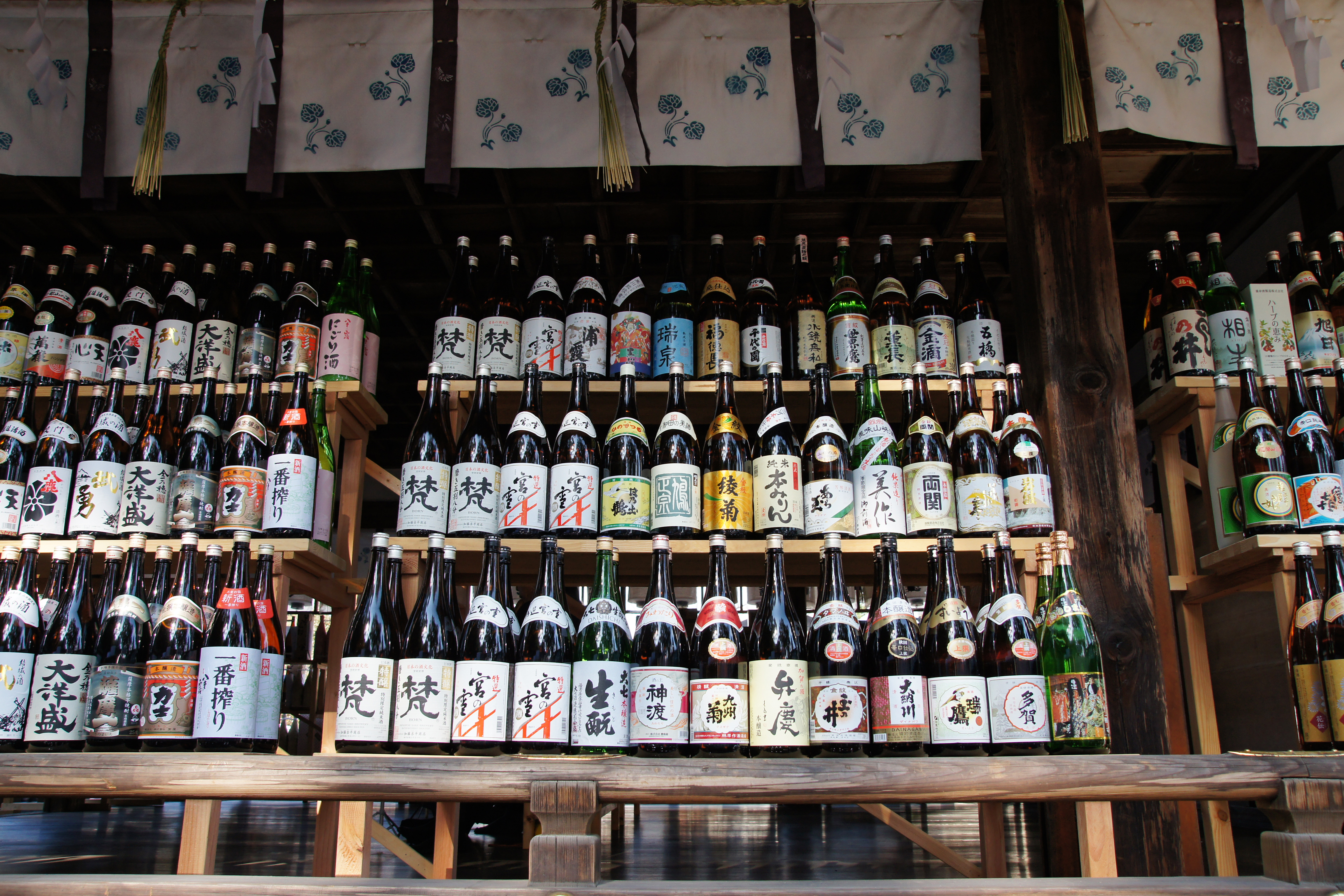
並べられた日本酒の一升瓶

一升瓶（いっしょうびん）とは、日本で用いられている液体専用のガラス製容器（瓶）で、容量は1800ミリリットル±15ミリリットルである。その容量は一升に由来する。瓶の起源が日本酒用だったこと、リターナブル瓶であることの2点から、商品として充填される液体はほとんどが飲料や調味料などの食用品であり、食用に適さない製品が充填販売されることは非常に稀である。

## 概要
この容器は日本の容積計量単位の尺貫法に基いた容積を持つ。
色は用途によって様々だが、日本酒など日光などにより変質し易いものは薬瓶同様の濃い茶色、食用油などでは淡い青のついた透明瓶が一般的に用いられる。通常の規格では口にねじ山は切られておらず、栓を挿入する（もしくは被せる）ことで封をする。
ガラス製であることから密閉性が高く、多彩な飲料や調味料の容器として用いられ、日本国内では様々なところで利用されてきた。規格化されていることから内容物の違い（酒の銘柄など）に拠らず同じ大きさ・形をしており、ラベルの剥離と貼付のみで内容物の変更に対処できる点で汎用性も高い。こと日本酒では輸送用の容器としてだけではなく、熱燗用のドリンクディスペンサーにこの一升瓶を直接セットして利用するものも見られる。
古くから同一規格で普及しているため、デポジット制に相当する再利用・流通体制が確立されており、瓶を販売店に返却すると10円程度の返還金が得られる例が多い。

## 規格
日本では液体商品を満たした場合に正しい量となるよう法令の規格に従って製造された透明または半透明のガラス製容器を「特殊容器」といい、リターナブル瓶の一升瓶も特殊容器とされている。
その規格はJIS S2350:2014 「容量表示付きガラス製びん（壜）」で定められており、通常「JS-52 1.8リットル丸正びん」と呼ばれている。
これによれば、
高さ＝395±1.9 mm、底部直径＝105.3±2.5 mm、 上部直径＝30±0.3 mm、 最小肉厚　1.7 mm、容量＝1800 ±15 mL、参考質量　950 g
使用する商品としては、ウスターソース類、しょうゆ、食酢、清酒若しくは合成清酒、しょうちゅう若しくはみりん、ウイスキー、ブランデー又は果実酒（計量法施行令第 8 条の分類）に用いられる。

## 歴史
明治時代にガラス瓶が普及し始めた初期の1886年（明治19年）頃から、人手によって瓶を吹く一升入りの瓶が主として日本酒向けに製造されはじめ、1899年（明治32年）には卜部兵吉が江井ヶ嶋酒造の工場に併設のガラス工場で一升瓶を生産し、ビン入りの清酒を業界に先駆けて発売した。その後1900年（明治33年）前後から灘・伏見などの大手酒蔵でも（偽物と区別する）品質保証の見地もあって瓶詰めの日本酒を販売するようになった。この時期に現代まで見られるような、細口で背が高く、肩部のなだらかな、定型的な形状が定着した。
大正時代には職人による手吹き一升瓶が相当に広まりつつあったが、1922年（大正11年）には大阪の徳永硝子製造所が、専用製造装置による一升瓶の「機械吹き」を実現し、従来とは段違いな大量生産が可能になった。以降、伝統的な木桶や大徳利にとって代わる形で、食用の液体保存手段を一新し、食品流通のルートに組み込むことで回収・再利用が可能なこともあって、日本国内独自の規格形ボトルとして広く普及した。
太平洋戦争後も長らく飲料・調味料用の瓶として用いられてきたが、大きく嵩張ること、容量の大きい割にはやや肉薄で割れやすいこと、核家族化の進行で家庭用としては過大容量気味な容器となったことなど、この瓶独特の問題もあった。高度経済成長期以降、用途の一部は中身の使い切りやすい小型瓶や金属缶容器に侵食されるようになり、更にバブル景気の頃より、大型瓶の用途でも次第に軽量で扱い易いペットボトルなどへの置き換わりが進んだ。
循環型社会の推進で再利用に対する理解が生まれると、再利用体制の整った規格瓶であることからリターナブル瓶として注目されたが、実際には酒造会社が商品ごとに瓶の色や形が多様化させことで分別や再利用にコストがかかるため廃棄される瓶が増えており、回収率も2007年の85%から減少し続け2021年には71%となっているなどワンウェイ瓶化が進んでる。対策として男山では2021年から日本酒の空き瓶を会社に持ち込むとポイントが溜まる制度を始め、自社で使う瓶の90%を再利用品に置き換えた。
新型コロナウイルス感染症の世界的流行により2020年から外食の自粛が求められるようになると瓶の需要が減少したことに加え、ロシアによるウクライナ侵攻で燃料価格が上昇し負担が増加したことから、国内のある大手瓶メーカー3社のうち1社は瓶の製造を中止した。これにより2023年から瓶不足により酒造会社では四合瓶などで代用しているが、一升瓶を前提とした経営になっている会社も多く、経営に悪影響を与えている。
需要が減少していることから瓶メーカーでは設備投資に慎重である。